# 2946 Muchachos
2946 Muchachos (1941 UV) là một tiểu hành tinh vành đai chính do Liisi Oterma phát hiện tại Turku ngày 15.10.1941.